# Constant Vanden Stock Stadion
Constant Vanden Stock Stadion (dříve Astrid Park) je fotbalový stadion ve městě Anderlecht v Bruselském regionu. Hrává zde své domácí zápasy belgický fotbalový klub RSC Anderlecht.
Byl postaven v roce 1917 s názvem Émile Versé Stadium. Současný název dostal při celkové rekonstrukci v roce 1983 podle bývalého hráče a prezidenta klubu Constanta Vanden Stocka.